# Burzet
Burzet je francouzská obec v departementu Ardèche v regionu Auvergne-Rhône-Alpes. V roce 2011 zde žilo 454 obyvatel. Je centrem kantonu Burzet.

## Geografie
Obec se nachází v údolí řeky Bourges v pohoří Cevenny. Nejbližším větším městem je 18 km vzdálený Aubenas.
Sousední obce: Labastide-sur-Bésorgues, Montpezat-sous-Bauzon, Péreyres, Sagnes-et-Goudoulet, Saint-Pierre-de-Colombier, Usclades-et-Rieutord

## Historie
Roku 2000 došlo nad územím obce k nehodě vojenského letounu Lockheed C-130 Hercules.

## Pamětihodnosti
V obci se nachází kostel svatého Ondřeje, který byl vystavěn v 15. století v gotickém slohu. V roce 1621 se jedna z jeho lodí zhroutila a stavba musela být rekonstruována. K další přestavbě se přistoupilo roku 1804. Obec je jednou ze 32 zastávek na křížové cestě svatého Ondřeje.

## Vývoj počtu obyvatel
Počet obyvatel 